# Emmerich Menyhay

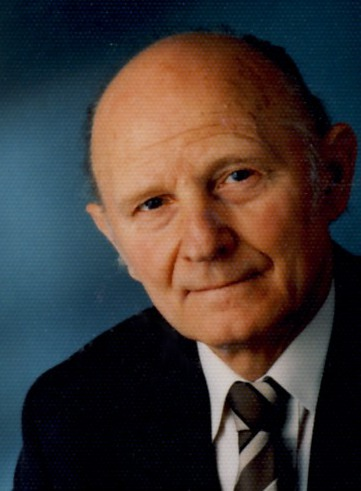
Emmerich Menyhay (1985)

Emmerich Menyhay, auch Imre Menyhay (* 12. Mai 1931 in Budafok; † 23. Oktober 2018 in Leoben) war ein österreichisch-ungarischer Wirtschaftswissenschaftler, Pädagoge und Soziologe.
Mit seinem Buch Wirtschaften, Unternehmen, Ethik. Grundlegung und Anwendung einer gesellschaftstheoretischen Wirtschaftssoziologie war er Gründer der gesellschaftstheoretischen Wirtschaftssoziologie, und mit seinem Buch mit dem Titel Homo oeconomicus und die unvollendete Schöpfung. Grundlegung und Anwendung der analytischen Wirtschaftspsychologie Gründer der psychoanalytischen Betrachtungsweise der Wirtschaftspsychologie.

## Familie
Er war verheiratet mit Ilona Murányi, mit der er zwei Kinder hatte.

## Studien und akademische Grade
Er absolvierte die Bürgerschule in Budafok in Ungarn mit sehr gutem, und die Lajos Kossuth Wirtschaftsmittelschule in Budapest mit ausgezeichnetem Erfolg. In der Wirtschaftsmittelschule war er Schüler des Kossuth-Preisträgers Miklós Szentkuthy. Der Schriftsteller zeichnete den Schüler mit seiner Freundschaft aus. Diese dauerte bis zum Tod Szentkuthys.
Die geistige Größe des Schriftstellers hatte großen Einfluss auf seine wissenschaftliche Kreativität, nachdem er von Szentkuthy für ihn in Aussicht gestellte ungarische schriftstellerische Laufbahn in Folge seiner Flucht aus Ungarn im Jahre 1956 verloren ging.
Das Studium an der Wirtschaftspädagogischen Fakultät der Corvinus-Universität Budapest (damals Karl Marx Wirtschaftsuniversität) schloss er zunächst mit Absolutorium ab und später promovierte er hier in Pädagogik mit summa cum laude. Wegen journalistischer Tätigkeit flüchtete er am 6. November 1956 nach Österreich. An der mit Universitätsrang ausgestatteten Hochschule für Welthandel in Wien (jetzt Wirtschaftsuniversität Wien) lernte er Deutsch und erwarb jene Vorkenntnisse, die für die Ablegung der Lehramtsprüfung für mittlere und höhere kaufmännische Schulen vorgeschrieben war.
Die Prüfung legte er vor der Österreichischen Lehramtsprüfungskommission ab, und damit erwarb auch den Titel eines Magisters. Anschließend inskribierte er an der Fakultät der Sozial- und Wirtschaftswissenschaften der Universität Graz, und schloss sein Studium in betriebswirtschaftlicher Studienrichtung mit Magistergrad ab. Darauf folgend studierte er dort Soziologie und promovierte aus diesem Fach. Den Titel Doktor Habilitatus hat er mit der Qualifikation hundert Prozent erreicht.

## Seine frühen Jahre
In der Mittelschule und während seiner Studentenzeit war er auf Stipendien und auf die Unterstützung seiner Lehrer angewiesen. Er arbeitete in der Ziegelfabrik Hutera in Törökbálint als Hilfsarbeiter, in der Budapester Werkzeug- und Maschinenfabrik in der Lohnverrechnung, und auf der Pferderennbahn als gewinnauszahlender Kassierer. Er hielt auf Antrag der TIT (Tudományos Ismeretterjesztő Társulat) Vorträge in Betrieben in Budapest und Umgebung. Nach fast einem halben Jahrhundert kehrte er zurück zu dieser hoch angesehenen Vereinigung als Autor zahlreicher Studien, die in ihrer wissenschaftlichen Zeitschrift „Valóság“ (Die Wirklichkeit) erschienen.
Am Ende der vierziger und am Anfang der fünfziger Jahre war er Pfadfinder-Jugendscharleiter in der Seligen Asztrikt-Abt Pfadfindervereinigung und Schriftführer der katholischen Jugendorganisation in IV. Bezirk in Budafok. Er nahm an den Demonstrationen pro Kardinal Mindszenti teil und stand unter Beobachtung der kommunistischen Staatspolizei.
Im Schuljahr 1955/56 unterrichtete er in der Wirtschaftsmittelschule in Sopron, und mit der Unterstützung des Stadtrats organisierte das Wiedererscheinen der damals eingestellten Soproner Zeitung „Soproni Napló“. Damals stand der Journalismus unter strenger Kontrolle der Kommunistischen Partei. Das Komitee dieser Partei in Raab (Győr) schloss ihn aus der Redaktion aus. Erst nach dem Ausbruch des ungarischen Volksaufstands kam er zum Zug. Seine journalistische Tätigkeit war der Grund seiner Flucht nach Österreich. Er flüchtete gemeinsam mit den Professoren und Studenten der damaligen Universität. Nach Sopron kehrte er vierzig Jahre später als Universitätsprofessor von der Corvinus-Universität Budapest zurück, wo er seit 1991 unterrichtete.

## In der Emigration 1956–1991
Im November 1956 liefen die ungarischen Flüchtlingskinder ziellos im vernachlässigten Hof der ausgebombten ehemaligen Kaserne ohne Fenster in Traiskirchen in Niederösterreich herum. Er ging zum Lagerleiter und eröffnete ihm, dass diese Kinder verloren sind, wenn sie nicht regelmäßig beschäftigt werden. Er bat ihn, er solle in dieser Angelegenheit nach einem zuständigen Ansprechpartner Ausschau halten. Bald darauf meldete sich der österreichische Unterrichtsminister, Heinrich Drimmel und ließ ihn mit einem Dienstauto in sein Büro nach Wien bringen. Der Minister beauftragte ihn mit der Organisation einer Schule für ungarische Flüchtlingskinder. In dem Sinn besorgte er die Einverständniserklärungen der Eltern darüber, dass sie bereit sind ihre Kinder in Obhut der geplanten Schule zu geben, erstellte den Organisationsplan samt Stundenplan und mit der Namensliste der Schüler und Lehrer. Zunächst stand kein Religionslehrer zur Verfügung. Einen Seelsorger konnte er im letzten Augenblick finden, bevor die mit Kindern beladenen Autobusse aus dem Kasernenhof in Richtung Obertraun in Oberösterreich – in Richtung des geplanten Ortes der Schule – fuhren. Dort angekommen, teilte der Beauftragte des Ministers den versammelten Schülern und Lehrern mit, dass er weiter mit der Leitung der Schule betraut wurde. Seine Amtszeit dauerte nicht lange.
Der Religionslehrer meinte, ein Lehrer, der sein Wissen an der Karl-Marx-Universität in Budapest erworben hatte, kann nur ein Kommunist sein und ist als Pädagoge ungeeignet. Der Priester übernahm die Leitung der Schule, gab ihm fünfhundert Schilling und setzte ihn in einen Zug nach Wien.
Nach schwerer, ruheloser Zeit kam er in das für die ungarischen intellektuellen Flüchtlinge adaptierte Flüchtlingslager Schwechat Schloss Altkettenhof. Hier hielt er sich fünf Jahre auf. Ein Jahr lang studierte er mit Rockefeller und dann mit Anna Kéthly Stipendium. Inzwischen war er zeitweise selbständiger Unternehmer, und trachtete danach, für die Wirtschaftspädagogen damals in Österreich vorgeschriebene mindestens zweijährige Praxis im Wirtschaftsleben zu erwerben.
Im Uferbereich der Alten Donau in Wien (Elidagesse 10) mietete er ein heruntergekommenes Haus und sanierte es eigenhändig. Im Jahr 1962 war das Haus fertig. Hier wohnte er nicht lange. Nach Ablegung der Lehramtsprüfung bewarb er sich um die ausgeschriebene Subventions-Lehrerstelle der Republik Österreich an der Städtischen Handelsschule in der Universitätsstadt Leoben und übersiedelte dorthin. In der Schule wählte ihn der Lehrerschaft zum ersten Lehrervertreter, und im Jahr 1976 wurde er zum Direktor der Schule ernannt. Dieses Amt bekleidete er bis zum Jahr 1991.
Am Ende der achtziger Jahre ging allmählich das kommunistische System zu Ende. Ungarn brauchte Unterstützung von Westen her. Da die Erfahrungen der Gesellschaftsgestaltung westlicher Art fehlten, nahmen die Ungarn jede Hilfe gerne an. Er organisierte ungarische Studienreisen nach Österreich. Das Zentralorgan der ungarischen Gemeinden „Komunitas“ in Budapest, unter der Führung des Direktors Zoltán Pálfalvy, übernahm die Organisation von Seiten der Ungarn. Die Führungskräfte der Stadt Leoben standen den Gästen zur Seite. Sie ließen gerne Einblicke in das System der Stadtverwaltung zu, u. a. in das Straßenbau-, Energie- und Wasserversorgungs- und in das Bestattungswesen der Stadt. Menyhay bemühte sich diese Kontakte auf das Hochschulwesen auszudehnen. Diese sind im Jahre 1991 unter der Mitwirkung vom Sektionschef des Ungarischen Ministeriums für Bildung und Unterricht, Stefan Bakos, zustande gekommen. In deren Folge hat ihn das Professorenkollegium der Hochschule für Handel, Gastgewerbe und Fremdenverkehr zum Gastprofessor gewählt. Dem folgten weitere Einladungen. Die leitenden Professoren der Hochschule für Handel, Gastgewerbe und Fremdenverkehr, unter der Leitung von Rektor Miklos Horn, später unter der Leitung seines Nachfolgers, Rektor László Csizmadia, waren einige Mal auf Studien- und Kontaktreisen in Österreich, in Leoben und in Wien bei dem fachlich zuständigen Minister.
Im Jahr 1992 hielt die ungarische Rektorenkonferenz der wirtschaftsbildenden Universitäten und Hochschulen ihre nach Österreich verlegte Sitzung in Leoben ab, als sein Gast, und der Gast der Stadt Leoben und der Montanuniversität. Es fand auch eine gemeinsame Sitzung mit dem Führungsstab der Montanuniversität Leoben statt. Der Rektor der Budapester Wirtschaftsuniversität, Rudolf Andorka, hielt einen Vortrag darüber, in welcher Art und Weise die politischen Umwälzungen das
ungarische Hochschulwesen berühren.
Während seiner Zeit als Direktor unterrichtete er auch an der Montanuniversität in Leoben (1983–1991) und studierte an der Grazer Universität weiter. Gleichzeitig war er als allgemein beeidigter gerichtlicher Sachverständiger und Journalist tätig. Bei der Grazer Wochenpost hatte er eine eigene Kolumne (Reflexionen) und schrieb etwa 600 wirtschafts-, kultur- und gesellschaftskritische Artikel. In dieser Periode erschienen von ihm drei wissenschaftliche Bücher.

## Nach 1991
In Ungarn unterrichtete er in den folgenden akademischen Lehranstalten:
- 1991–2004 Hochschule für Handel, Gastgewerbe und Fremdenverkehr (später Budapester Wirtschaftshochschule und ab 2016 Budapester Wirtschaftsuniversität). Wirtschaftspsychologie auch in deutscher Sprache.
- 1991–2004 Deutschsprachige  Hochschule für Handel, Gastgewerbe und Fremdenverkehr. Einführung in die Psychologie und Soziologie.
- 1991–1996 Wirtschaftsuniversität in Budapest. Später Budapester Corvinus-Universität. Wirtschaftspsychologie.
- 1991–1994 Universität Veszprém. Ab 2016 Pannon Universität. Unternehmensführung und Ökonomie.
- 1996–2004 Universität Sopron, später West-Ungarische Universität. Soziologie, Wirtschaftssoziologie, Wirtschaftspsychologie, Gesellschafts- und Wirtschaftsordnungen und Wirtschaftsethik auch in deutscher Sprache.
- 2004 Professor Emeritus der Westungarischen Universität.

## Publikationen in deutscher und ungarischer Sprache
Emmerich Menyhay publiziert seine Forschungsergebnisse und seine wissenschaftliche Abhandlungen auch in periodisch erscheinenden wissenschaftlichen Zeitschriften, unter anderem in Gazdaság és Társadalom (Wirtschaft und Gesellschaft – Zeitschrift für Sozial- und Wirtschaftswissenschaften), Valóság (Periodik: Die Wirklichkeit), und Kapu Folyóirat (Das Tor – Ungarische Zeitschrift der Intellektuellen).

### Bücher
- Führung – Erziehung – Neurose. Maudrich, Wien/München/Bern 1985, ISBN 3-85175-413-1.
- Amplituden. Thorsten Knabbe Verlag, Deutschland, 1986. ISBN 3-924129-06-1.
- Gibt es die ideale Pädagogik? Kritik der pädagogischen Praxis unter besonderer Berücksichtigung der Leistungsbeurteilung und der Kunsterziehung. Lang, Frankfurt am Main/Bern/New York/Paris 1989, ISBN 3-8204-1524-6.
- Kreativ innovatives Denken und pädagogische Einsichten. Lang, Frankfurt am Main/Bern/New York/Paris 1990, ISBN 3-631-41755-1.
- Ich erzähle meine Sorgen. Kindergedanken für Kinder und Erwachsene zum Nachdenken. Steirische Wochenpost-Verlag GmbH, Graz 1991. ISBN 95-000-20 (DNB 997028041)
- Vezetés, nevelés, neurozis. Társadalmi valóságok, szükségletek és szükségletkielégítés. (Führung, Erziehung, Neurose. Bedürfnisbefriedigung und soziokulturelle Wirklichkeiten.)/Die überarbeitete Ausgabe der deutschsprachigen Originalausgabe/Aula-Verlag der Universität für Wirtschaftswissenschaften, Budapest 1994, ISBN 963-503-015-0.
- Voltunk, megvolnánk – leszünk? Nevelés ideológiák kereszttüzében. (Vergangenheit, Gegenwart – Zukunft? Erziehung im Lichte des Kreuzfeuers der Ideologien.) Püski Verlag, 1996. ISBN 963-8256-88-5.
- Adalékok Káin „esti meséjéhez“. Gazdaság és szocializáció a jelenkori liberális társadalomban. (Erläuterungen zum „Abendmärchen“ Kains. Wirtschaft und Sozialisation in der liberalen Gesellschaft der Gegenwart.) Verlag der Akademie der Wissenschaften in Budapest 1998, ISBN 963-05-7458-6. (online)
- Bevezetés az általános szociológiába. A társadalomelmélet alapvető kérdései. (Einführung in die allgemeine Soziologie. Grundzüge der Gesellschaftstheorie.) Hrsg. Westungarische Universität, Sopron 2000. Zweite Ausgabe 2001. ISBN 963-7180-75-3.
- Gazdálkodás, vállalkozás, etika. Társadalomelméleti gazdaságszociológia alapvetése és alkalmazása. (Wirtschaften, Unternehmen, Ethik. Grundlegung und Anwendung einer gesellschaftstheoretischen Wirtschaftssoziologie.) Verlag der Akademie der Wissenschaften in Budapest 2002. ISBN 963-05-7868-9.
- Homo oeconomicus és a befejezetlen teremtés: az analitikus gazdaságpszichológia alapvetése és alkalmazása. (Homo oeconomicus und die unvollendete Schöpfung. Grundlegung und Anwendung der analytischen Wirtschaftspsychologie.) Verlag der Akademie der Wissenschaften in Budapest 2004. ISBN 963-05-8075-6.
- Autoritásvákuum, pénzügyi válság és a dzsungel törvényei: az etika aktuális kérdéseinek elemzése. (Autoritätsvakuum, Finanzkrise und die Gesetze des Dschungels. Analyse der aktuellen Fragen der Ethik.) Püski Verlag, Budapest 2009, ISBN 978-963-9592-82-7.
- Europäische Union aus Sicht psychischer Hygiene und der Sozialmechanismen. Auf dem Weg zu Vereinigten Staaten von Europa. Tredition Verlag, Hamburg 2017, ISBN 978-3-7439-5050-4.

### Buchteile
- Elidegenedés, elidegenítés, pénz-elidegenítés Marx és Weber elméletében. In: Csaba Lentner (Red.): Tudományos értékeink. (Entfremdung, Entwendung und Geldentwendung in den Theorien Marx und Weber. In: Dr. Lentner, Csaba (Red.): Unsere wissenschaftlichen Schätze.) ISBN 963-00-8852-5, S. 285–299.
- A piaci vállalkozás buktatói. Homo sapiens a mérlegen. A Magyar Tudományos Akadémia kötete. In: Erzsébet Gidai, Erzsébet Nováky, Attiláné Tóth: Magyarország az ezredforduló után. (Stolpersteine der Marktwirtschaft.  Homo Sapiens auf dem Prüfstand. In: Gidai, Erzsébet, Nováky, Erzsébet, Tóth Attiláné (Red.): Ungarns Lage nach der  Jahrtausendwende. Ein Band der Ungarischen Akademie der Wissenschaften.) Budapest 1999. S. 233–255. ISBN 963-508-150-2.
- Transzendente soziale Dimension und pädagogische Autorität. In: Elmar Lechner, Johannes Zilienski (Red.): Wirkungssysteme und Reformansätze in der Pädagogik. Festschrift zum sechzigsten Geburtstag vom Altrektor Prof. Dr. Walter Schöler. Lang, Frankfurt am Main / Bern / New York / Paris 1988, ISBN 3-8204-1546-7, S. 256–262.

## Auszeichnungen
- Verleihung des Status und des Titels Professor Emeritus, 2004.[18]
- Széchenyi-Plakette für die Mitwirkung an der Gründungsarbeit der Wirtschaftswissenschaftlichen Fakultät der Westungarischen Universität. 2001.
- Festschrift anlässlich des siebzigsten Geburtstages von Menyhay Imre. Herausgeber: Westungarische Universität 2001.[19]
- Plakette für die geleistete Arbeit  im Interesse des ungarischen Hochschulwesens. 1993.
- Großes Ehrenzeichen für besondere Verdienste um das Land Steiermark in Österreich. 1989.[20]